# Hail the Conquering Hero
Hail the Conquering Hero is een Amerikaanse filmkomedie uit 1944 onder de regie van Preston Sturges.

## Verhaal
Tijdens de oorlog wordt Woodrow Truesmith in het leger geweigerd vanwege zijn hardnekkige hooikoorts. Hij durft zich daarom thuis niet meer te vertonen. Op weg naar huis raakt hij bevriend met een aantal ex-collega's. Ze besluiten zijn eer te redden door hem een uniform aan te trekken vol medailles. Hij wordt in zijn thuisstad meteen als oorlogsheld onthaald.

## Rolverdeling
| Acteur              | Personage                 |
| ------------------- | ------------------------- |
| Eddie Bracken       | Woodrow Truesmith         |
| Ella Raines         | Libby                     |
| Raymond Walburn     | Burgemeester Noble        |
| William Demarest    | Sergeant Heppelfinger     |
| Franklin Pangborn   | Voorzitter van het comité |
| Elizabeth Patterson | Martha                    |
| Georgia Caine       | Mevrouw Truesmith         |
| Al Bridge           | Partijchef                |
| Freddie Steele      | Bugsy                     |
| Bill Edwards        | Forrest Noble             |
| Harry Hayden        | Doc Bissell               |
| Jimmy Conlin        | Rechter Dennis            |
| Jimmie Dundee       | Korporaal Candida         |